# Beijing Guoan Talent Singapore FC
O Beijing Guoan Talent Singapore FC foi um clube de futebol chinês que competiu na S.League. Era o clube satélite do Beijing Guoan F.C. da Superliga Chinesa

## História
O clube foi fundado em 2010 e foi dissolvido no mesmo. Teve a presença de jogadores chineses que ficaram em último lugar na liga.